# On the Road Again (píseň, Willie Nelson)
„On the Road Again“ je píseň amerického hudebníka Willieho Nelsona. Napsána byla pro film Znovu na cestě, v němž Wilson rovněž hrál. Kromě filmového soundtracku vyšla také jako singl. Ten se umístil na dvacáté příčce hitparády Billboard Hot 100 a na prvním místě žánrového žebříčku (Hot Country Songs). Nelson za píseň získal cenu Grammy v kategorii nejlepších countryových písní. Píseň byla také nominována na Oscara jako nejlepší filmová píseň a v roce 2011 byla uvedena do Síně slávy ceny Grammy. Byla použita i v jiných filmech, například Forrest Gump (1994) a Návrat blbýho a blbějšího (2014).

## Česká coververze
Pod názvem „Cesty toulavý“ s textem Zdeňka Rytíře ji v roce 1982 nazpíval Michal Tučný.